# Aichryson

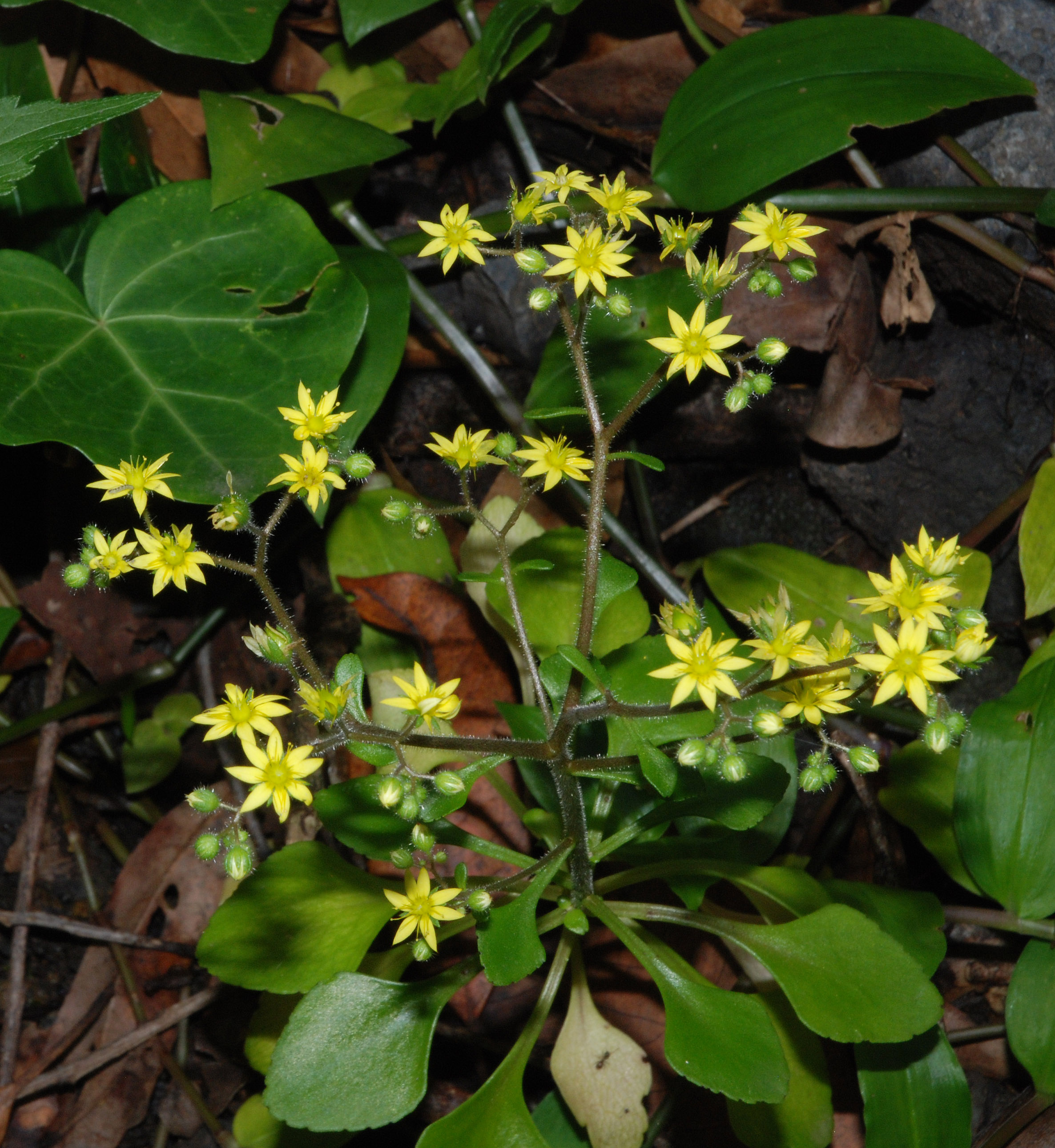
Aichryson punctatum

Aichryson – rodzaj roślin z rodziny gruboszowatych (Crassulaceae). Obejmuje około 15 gatunków sukulentów występujących w Maroku i na wyspach Makaronezji. 

## Systematyka
Pozycja według APweb (aktualizowany system APG III z 2009)
Przedstawiciel rodziny gruboszowatych (Crassulaceae) należącej do rzędu skalnicowatych reprezentującego dwuliścienne właściwe.
Wykaz gatunków
- Aichryson × azuajei Bañares
- Aichryson bethencourtianum Bolle
- Aichryson bituminosum Bañares
- Aichryson bollei Webb ex Bolle
- Aichryson × bramwellii G.Kunkel
- Aichryson brevipetalum Praeger
- Aichryson divaricatum (Aiton) Praeger
- Aichryson dumosum (Lowe) Praeger
- Aichryson × intermedium Bramwell & G.D.Rowley
- Aichryson laxum (Haw.) Bramwell
- Aichryson pachycaulon Bolle
- Aichryson palmense Webb ex Bolle
- Aichryson parlatorei Bolle
- Aichryson porphyrogennetos Bolle
- Aichryson × praegeri G.Kunkel
- Aichryson punctatum (C.Sm. ex Link) Webb & Berthel.
- Aichryson tortuosum (Aiton) Webb & Berthel.
- Aichryson villosum (Aiton) Webb & Berthel.